# Physaster
Physaster is een geslacht van uitgestorven zee-egels uit de familie Aeropsidae.

## Soorten
- Physaster inflatus (Desor, 1847) †